# Hypericum podocarpoides
Hypericum podocarpoides är en johannesörtsväxtart som beskrevs av N. Robson. Hypericum podocarpoides ingår i släktet johannesörter, och familjen johannesörtsväxter. Inga underarter finns listade i Catalogue of Life.